# 陳瑋
陳 瑋（チェン・ウェイ、1983年6月11日 - ）は、中華人民共和国出身の元プロ野球選手（投手）。右投右打。NPBでは育成選手であった。

## 来歴・人物
中国野球リーグ（CBL）の天津ライオンズでプレーし、2008年はアジアシリーズにも出場した。同年12月2日、チームメイトの王靖超とともに、天津と業務提携を結んでいる横浜ベイスターズと育成選手として契約。中華人民共和国出身の選手の入団は球団史上初めてのことである。
2009年は二軍で3試合、2010年は二軍で1試合のみ登板に終わり、球団から戦力外通告を受け、同年10月29日に自由契約選手公示がなされた。
2011年は、再び天津ライオンズでプレーした。同年限りで退団し、2012年以降の動向は不明。

## 詳細情報

### 年度別投手成績
NPB
- 一軍公式戦出場なし

### 背番号
- 113 （2009年 - 2010年）